# Еспаньйол (соус)
Іспанський соус, соус еспаньйол (фр. sauce espagnole, фр. вимова: [ɛspaɲɔl]) — один з п'яти базових або «материнських» соусів класичної французької кухні, кодифікованих Оґюстом Ескоф'є (інші — бешамель, велюте, аллеманд, голландський соус).

## Історія
За однією з версій цей соус прийшов з Іспанії до Франції з Анною Австрійською, дружиною Людовика XIII. Соус, приготований для страв весільного бенкету іспанським кухарем, сподобався французам, але лише з часом він увійшов до французької кухні. Рецепти приготування цього соусу були описані в багатьох іспанських кулінарних книгах ХІХ ст. А Жорж Оґюст Ескоф'є популяризував один з рецептів, який використовується у французькій кухні і донині.

## Приготування
Для його приготування спочатку готують темно-коричневу Ру (фр. roux), потім додають міцний м'ясний бульйон з яловичини з додаванням подрібнених пасерованих овочів і зелені. Іноді як додатковий інгредієнт використовують томатну пасту.

## Використання
В оригінальному вигляді соус Еспаньйол, на відміну від соусу бешамель, використовується досить рідко через сильно виражений смак, його частіше використовують у вигляді компонентів для приготування інших страв. Як материнський соус він використовується при приготуванні таких похідних соусів як соус Африкана, Ліонський соус, борделез, соус Мадейра, Бургундський соус, грибний соус, деміглас та інші. Існують сотні похідних соусів в класичній французькій рецептурі.
Соус Еспаньйол використовують при приготуванні гарячих м'ясних страв, особливо зі свинини, баранини і яловичини. Він добре поєднується з беконом, шинкою, смаженим на грилі м'ясом і шашликами.